# 龍前隆
龍前 隆(りゅうまえ たかし、1952年8月20日 - 2014年8月3日)は、日本の不動産会社経営者、作家。

## 経歴・人物
金沢工業大学工学部を卒業。埼玉県熊谷市に龍前住研株式会社を設立。
同市内を中心にアパート、マンション、店舗ビルを計180室管理するまでに成長させた。政府の調査による2007年度無借金企業格付けにて「全国NO1」を達成。
一級建築士、住宅性能評価員、宅地建物取引主任者、埼玉県資産家オーナー協会会員、茶道裏千家淡交会終身師範会員。
2009年10月25日投開票の熊谷市長選挙に出馬。9689票を獲得したものの落選。2013年10月27日投開票の同市長選挙にも出馬したが、6690票で落選した。